# Olympische Sommerspiele 2024/Skateboard/Qualifikation
Für die Skateboardwettbewerbe bei den Olympischen Sommerspielen 2024 in Paris gibt es insgesamt 88 Quotenplätze (22 pro Wettbewerb) zu vergeben. Dabei darf jede Nation maximal 3 Athleten pro Wettbewerb stellen. Die Verteilung der Quotenplätze erfolgt über eine Olympische Qualifikationsrangliste zwischen dem 22. Juni 2022 und dem 23. Juni 2024. Zudem steht der französischen Delegation als Gastgeber in jedem Wettbewerb ein Startplatz zu. Pro Wettkampf wird des Weiteren eine Wildcard vergeben. Erreichte Quotenplätze werden den Athleten direkt zugeteilt. Ein NOK kann demnach einen Platz nicht an einen anderen Athleten zuweisen.

## Übersicht
| Nation             | Männer | Männer | Frauen | Frauen | Gesamt |
| Nation             | Park   | Street | Park   | Street | Gesamt |
| ------------------ | ------ | ------ | ------ | ------ | ------ |
| Argentinien        |        | 2      |        |        | 2      |
| Australien         | 3      | 1      | 2      | 3      | 9      |
| Brasilien          | 3      | 3      | 3      | 3      | 12     |
| China              |        |        | 1      | 3      | 4      |
| Dänemark           | 1      |        |        |        | 1      |
| Deutschland        | 1      |        | 1      |        | 2      |
| Finnland           |        |        | 1      |        | 1      |
| Frankreich         | 1      | 3      | 2      | 1      | 7      |
| Großbritannien     | 1      |        | 2      |        | 3      |
| Italien            | 2      |        |        |        | 2      |
| Japan              | 1      | 3      | 3      | 3      | 10     |
| Kanada             |        | 3      | 1      |        | 4      |
| Kolumbien          |        | 1      |        | 1      | 2      |
| Marokko            |        |        | 1      |        | 1      |
| Niederlande        |        |        |        | 2      | 2      |
| Portugal           | 1      | 1      |        |        | 2      |
| Puerto Rico        | 1      |        |        |        | 1      |
| Schweden           | 1      |        |        |        | 1      |
| Slowakei           |        | 1      |        |        | 1      |
| Spanien            | 2      |        | 2      | 1      | 5      |
| Südafrika          | 1      | 1      |        | 1      | 3      |
| Thailand           |        |        |        | 1      | 1      |
| Vereinigte Staaten | 3      | 3      | 3      | 3      | 12     |
| Gesamt: 23 NOKs    | 22     | 22     | 22     | 22     | 88     |

## Männer

### Park
| Qualifikationswettbewerb           | Datum              | Ort    | Plätze | Athlet             |
| ---------------------------------- | ------------------ | ------ | ------ | ------------------ |
| Gastgeber                          | 13. September 2017 | Lima   | 0      | —                  |
| Olympische Qualifikationsrangliste | 24. Juni 2024      | —      | 20     | Tate Carew         |
| Olympische Qualifikationsrangliste | 24. Juni 2024      | —      | 20     | Keegan Palmer      |
| Olympische Qualifikationsrangliste | 24. Juni 2024      | —      | 20     | Gavin Bottger      |
| Olympische Qualifikationsrangliste | 24. Juni 2024      | —      | 20     | Tom Schaar         |
| Olympische Qualifikationsrangliste | 24. Juni 2024      | —      | 20     | Augusto Akio       |
| Olympische Qualifikationsrangliste | 24. Juni 2024      | —      | 20     | Kieran Woolley     |
| Olympische Qualifikationsrangliste | 24. Juni 2024      | —      | 20     | Luigi Cini         |
| Olympische Qualifikationsrangliste | 24. Juni 2024      | —      | 20     | Pedro Barros       |
| Olympische Qualifikationsrangliste | 24. Juni 2024      | —      | 20     | Danny León         |
| Olympische Qualifikationsrangliste | 24. Juni 2024      | —      | 20     | Viktor Solmunde    |
| Olympische Qualifikationsrangliste | 24. Juni 2024      | —      | 20     | Keefer Wilson      |
| Olympische Qualifikationsrangliste | 24. Juni 2024      | —      | 20     | Alex Sorgente      |
| Olympische Qualifikationsrangliste | 24. Juni 2024      | —      | 20     | Hampus Winberg     |
| Olympische Qualifikationsrangliste | 24. Juni 2024      | —      | 20     | Vincent Matheron   |
| Olympische Qualifikationsrangliste | 24. Juni 2024      | —      | 20     | Steven Piñeiro     |
| Olympische Qualifikationsrangliste | 24. Juni 2024      | —      | 20     | Yuro Nagahara      |
| Olympische Qualifikationsrangliste | 24. Juni 2024      | —      | 20     | Alessandro Mazzara |
| Olympische Qualifikationsrangliste | 24. Juni 2024      | —      | 20     | Thomas Augusto     |
| Olympische Qualifikationsrangliste | 24. Juni 2024      | —      | 20     | Alain Kortabitarte |
| Olympische Qualifikationsrangliste | 24. Juni 2024      | —      | 20     | Dallas Oberholzer  |
| Neuverteilung Gastgeberstartplatz  | —                  | —      | 1      | Andrew MacDonald   |
| Neuverteilung Universality Place   | —                  | —      | 1      | Tyler Edtmayer     |
| Gesamt                             | Gesamt             | Gesamt | 22     | 22                 |

### Street
| Qualifikationswettbewerb           | Datum              | Ort    | Plätze | Athlet              |
| ---------------------------------- | ------------------ | ------ | ------ | ------------------- |
| Gastgeber                          | 13. September 2017 | Lima   | 0      | —                   |
| Olympische Qualifikationsrangliste | 24. Juni 2024      | —      | 20     | Ginwoo Onodera      |
| Olympische Qualifikationsrangliste | 24. Juni 2024      | —      | 20     | Sora Shirai         |
| Olympische Qualifikationsrangliste | 24. Juni 2024      | —      | 20     | Yūto Horigome       |
| Olympische Qualifikationsrangliste | 24. Juni 2024      | —      | 20     | Jagger Eaton        |
| Olympische Qualifikationsrangliste | 24. Juni 2024      | —      | 20     | Nyjah Huston        |
| Olympische Qualifikationsrangliste | 24. Juni 2024      | —      | 20     | Gustavo Ribeiro     |
| Olympische Qualifikationsrangliste | 24. Juni 2024      | —      | 20     | Chris Joslin        |
| Olympische Qualifikationsrangliste | 24. Juni 2024      | —      | 20     | Richard Tury        |
| Olympische Qualifikationsrangliste | 24. Juni 2024      | —      | 20     | Matias Dell Olio    |
| Olympische Qualifikationsrangliste | 24. Juni 2024      | —      | 20     | Aurélien Giraud     |
| Olympische Qualifikationsrangliste | 24. Juni 2024      | —      | 20     | Kelvin Hoefler      |
| Olympische Qualifikationsrangliste | 24. Juni 2024      | —      | 20     | Giovanni Vianna     |
| Olympische Qualifikationsrangliste | 24. Juni 2024      | —      | 20     | Cordano Russell     |
| Olympische Qualifikationsrangliste | 24. Juni 2024      | —      | 20     | Matt Berger         |
| Olympische Qualifikationsrangliste | 24. Juni 2024      | —      | 20     | Ryan Decenzo        |
| Olympische Qualifikationsrangliste | 24. Juni 2024      | —      | 20     | Joseph Garbaccio    |
| Olympische Qualifikationsrangliste | 24. Juni 2024      | —      | 20     | Felipe Gustavo      |
| Olympische Qualifikationsrangliste | 24. Juni 2024      | —      | 20     | Vincent Milou       |
| Olympische Qualifikationsrangliste | 24. Juni 2024      | —      | 20     | Shane O’Neill       |
| Olympische Qualifikationsrangliste | 24. Juni 2024      | —      | 20     | Brandon Valjalo     |
| Neuverteilung Gastgeberstartplatz  | —                  | —      | 1      | Jhancarlos González |
| Neuverteilung Universality Place   | —                  | —      | 1      | Mauro Iglesias      |
| Gesamt                             | Gesamt             | Gesamt | 22     | 22                  |

## Frauen

### Park
| Qualifikationswettbewerb           | Datum              | Ort    | Plätze | Athletin          |
| ---------------------------------- | ------------------ | ------ | ------ | ----------------- |
| Gastgeber                          | 13. September 2017 | Lima   | 0      | —                 |
| Olympische Qualifikationsrangliste | 24. Juni 2024      | —      | 20     | Kokona Hiraki     |
| Olympische Qualifikationsrangliste | 24. Juni 2024      | —      | 20     | Arisa Trew        |
| Olympische Qualifikationsrangliste | 24. Juni 2024      | —      | 20     | Sakura Yosozumi   |
| Olympische Qualifikationsrangliste | 24. Juni 2024      | —      | 20     | Sky Brown         |
| Olympische Qualifikationsrangliste | 24. Juni 2024      | —      | 20     | Hinano Kusaki     |
| Olympische Qualifikationsrangliste | 24. Juni 2024      | —      | 20     | Raicca Ventura    |
| Olympische Qualifikationsrangliste | 24. Juni 2024      | —      | 20     | Bryce Wettstein   |
| Olympische Qualifikationsrangliste | 24. Juni 2024      | —      | 20     | Ruby Trew         |
| Olympische Qualifikationsrangliste | 24. Juni 2024      | —      | 20     | Dora Varella      |
| Olympische Qualifikationsrangliste | 24. Juni 2024      | —      | 20     | Ruby Lilley       |
| Olympische Qualifikationsrangliste | 24. Juni 2024      | —      | 20     | Isadora Pacheco   |
| Olympische Qualifikationsrangliste | 24. Juni 2024      | —      | 20     | Minna Stess       |
| Olympische Qualifikationsrangliste | 24. Juni 2024      | —      | 20     | Naia Laso         |
| Olympische Qualifikationsrangliste | 24. Juni 2024      | —      | 20     | Heili Sirviö      |
| Olympische Qualifikationsrangliste | 24. Juni 2024      | —      | 20     | Lilly Stoephasius |
| Olympische Qualifikationsrangliste | 24. Juni 2024      | —      | 20     | Nana Taboulet     |
| Olympische Qualifikationsrangliste | 24. Juni 2024      | —      | 20     | Lola Tambling     |
| Olympische Qualifikationsrangliste | 24. Juni 2024      | —      | 20     | Fay Ebert         |
| Olympische Qualifikationsrangliste | 24. Juni 2024      | —      | 20     | Émilie Alexandre  |
| Olympische Qualifikationsrangliste | 24. Juni 2024      | —      | 20     | Aya Asaqas        |
| Neuverteilung Gastgeberstartplatz  | —                  | —      | 1      | Julia Benedetti   |
| Neuverteilung Universality Place   | —                  | —      | 1      | Zheng Haohao      |
| Gesamt                             | Gesamt             | Gesamt | 22     | 22                |

### Street
| Qualifikationswettbewerb           | Datum              | Ort    | Plätze | Athletin          |
| ---------------------------------- | ------------------ | ------ | ------ | ----------------- |
| Gastgeber                          | 13. September 2017 | Lima   | 1      | Lucie Schoonheere |
| Olympische Qualifikationsrangliste | 24. Juni 2024      | —      | 20     | Coco Yoshizawa    |
| Olympische Qualifikationsrangliste | 24. Juni 2024      | —      | 20     | Liz Akama         |
| Olympische Qualifikationsrangliste | 24. Juni 2024      | —      | 20     | Rayssa Leal       |
| Olympische Qualifikationsrangliste | 24. Juni 2024      | —      | 20     | Funa Nakayama     |
| Olympische Qualifikationsrangliste | 24. Juni 2024      | —      | 20     | Chloe Covell      |
| Olympische Qualifikationsrangliste | 24. Juni 2024      | —      | 20     | Cui Chenxi        |
| Olympische Qualifikationsrangliste | 24. Juni 2024      | —      | 20     | Paige Heyn        |
| Olympische Qualifikationsrangliste | 24. Juni 2024      | —      | 20     | Poe Pinson        |
| Olympische Qualifikationsrangliste | 24. Juni 2024      | —      | 20     | Zeng Wenhui       |
| Olympische Qualifikationsrangliste | 24. Juni 2024      | —      | 20     | Zhu Yianling      |
| Olympische Qualifikationsrangliste | 24. Juni 2024      | —      | 20     | Roos Zwetsloot    |
| Olympische Qualifikationsrangliste | 24. Juni 2024      | —      | 20     | Pâmela Rosa       |
| Olympische Qualifikationsrangliste | 24. Juni 2024      | —      | 20     | Jazmín Álvarez    |
| Olympische Qualifikationsrangliste | 24. Juni 2024      | —      | 20     | Natalia Muñoz     |
| Olympische Qualifikationsrangliste | 24. Juni 2024      | —      | 20     | Liv Lovelace      |
| Olympische Qualifikationsrangliste | 24. Juni 2024      | —      | 20     | Keet Oldenbeuving |
| Olympische Qualifikationsrangliste | 24. Juni 2024      | —      | 20     | Gabi Mazetto      |
| Olympische Qualifikationsrangliste | 24. Juni 2024      | —      | 20     | Vareeraya Sukasem |
| Olympische Qualifikationsrangliste | 24. Juni 2024      | —      | 20     | Mariah Duran      |
| Olympische Qualifikationsrangliste | 24. Juni 2024      | —      | 20     | Boipelo Awuah     |
| Neuverteilung Universality Place   | —                  | —      | 1      | Haylie Powell     |
| Gesamt                             | Gesamt             | Gesamt | 22     | 22                |